# Glyptophysa petiti
Glyptophysa petiti é uma espécie de gastrópode  da família Planorbidae.
É endémica de Nova Caledónia.